# Goodbye Horses
Goodbye Horses — пісня американської виконавиці Q Lazzarus, презентована в 1988 році, написана та спродюсована Вільямом Гарві. Існує три версії композиції різної тривалості — 3:12, 4:20 та 6:28.
Як писав пізніше автор тексту: пісня про трансцендентності (тобто про вихід за межу звичайних можливостей) над тими, хто бачить світ земним і кінцевим. Коні відображають п'ять почуттів у Бгаґавад-Ґіта.

## Кавер-версії
У 1996 році канадський гурт Psyche записав кавер-версію на пісню Goodbye Horses. Через те, що цей запис став досить популярним, гурт вирішив зробити розширену версію і включити її в свій альбом Strange Romance наприкінці того ж року. В той час, коли з'явився трейлер фільму Клерки 2, гурт Psyche увійшов до Top Ten на Electronic Chart iTunes.
Протягом останнього десятиліття на пісню Goodbye Horses зробили кавери гурти Gil Mantera's Party Dream, The Airborne Toxic Event, The Whitest Boy Alive, Brad Sucks, Snowden. Однак, крім оригіналу, тільки інтерпретація Psyche зберегла свою популярність.
Гурти Fan Death та Harlem також записали кавери пісні, однак виконуються вони у живих виступах гурту Lovecraft.
У 2009 році у збірці Metropolis Records під назвою Until The Shadows міститься оновлена версія каверу Psyche.
У 2010 році інді-гурт Venus Infers випустив два кавери Goodbye Horses у альбомі You'll Understand When You're Older. Також виконавці The Airborne Toxic Event презентували CD/DVD із записами музики під час концерту «All I've Ever Wanted», які містили виконання цієї пісні.
У 2011 році Kele Okereke, співак та гітарист гурту «Bloc Party», випустив кавер-версію «Goodbye Horses».
5 березня 2012 року Psyche представила оновлену версію свого каверу 2009 року під назвою «21st Century Immortality Mix».
У 2013 році фронтмен Wild Beasts, Гайден Торп, та Джон Гопкінс записали кавер-композицію Goodbye Horses на фортепіано, яка супроводжувалась оригіналом від Q Lazzarus.

## Вплив на культуру
- Професійний борець Джиммі Джейкобс використовує цю пісню як свою вхідну музику.
- Пісня висвітлена у фільмах Мовчання ягнят, Заміжня за мафією, Клерки 2 (у сцені, що безпосередньо пародіює Мовчання ягнят) та Маніяк (2012).
- Трек також з'являється у Grand Theft Auto: IV на радіостанції Liberty Rock і у грі Skate 3.
- Пісня була використана для рекламної кампанії Gucci для весни/літа 2016 року.
- Пісня була представлена в трейлері останньої дептфордської вечірки Томма Кордері (Vol.5: The End)[3].
- Goodbye Horses можна почути в десятому епізоді четвертого сезону The Last Man on Earth.